# 白峰宮

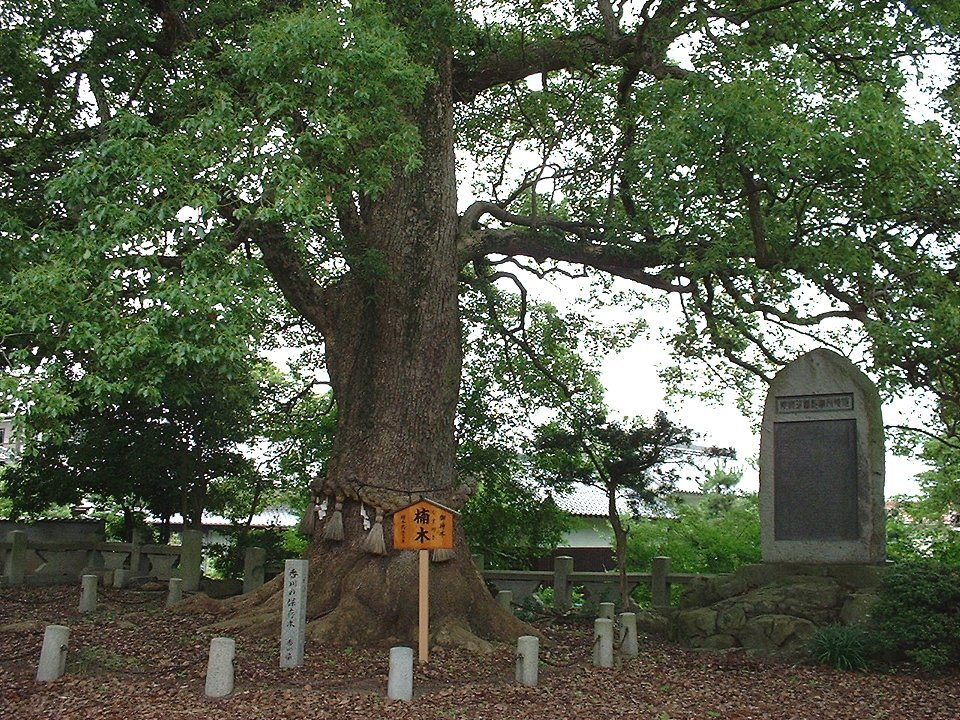
神木のクスノキ

白峰宮（しろみねぐう）は、香川県坂出市に鎮座する神社で、明治維新以前は崇徳天皇社であった。明ノ宮（あかりのみや）とも呼ばれる。旧社格は県社。さぬき十五社第九番。

## 歴史
保元の乱（1156年）の敗北により崇徳上皇は讃岐国へ配流され、同年旧暦8月10日に讃岐に上陸し最初の約3年間を林田の雲井御所で過ごした後、長寛2年（1164年）旧暦8月26日に崩御するまでの約6年間を鼓岳の御堂に幽閉されていたと云われ、その鼓岳は当地であるとの説がある。なお、当地ではなく府中鼓ヶ丘木ノ丸御殿（現在の鼓岡神社の場所）で過ごしたとも云われている。そして、上皇の玉体を荼毘にふすまでの間、当地の後方にある 清水に浸しておいたところ毎夜、上皇の御所があったとされる所から神光が輝いたといわれる。二条天皇の宣旨を受け、崩御したその年のうちに御所の跡に上皇の鎮魂のため崇徳天皇社が造営された。その後、寛元2年（1244年）後嵯峨天皇により再建、荘園が施入され、その際、摩尼珠院を別当寺とした。
天正年間に兵火により焼失したが、その後、再建され、江戸時代には崇徳天皇社野沢井宮・崇徳天皇明の宮などと呼ばれ、金華山妙成就寺摩尼珠院と一体の存在として四国八十八箇所の七十九番札所となっており、崇徳天皇社は「天皇さん」と呼ばれ、摩尼珠院は「天皇寺」と称するようになった。
それから時代は下り幕末の動乱を憂いた孝明天皇は崇徳上皇の御霊を京都に戻し鎮魂することを提案したが、慶応2年（1866年）旧暦12月25日に実現しないまま崩御した。慶応3年旧暦1月9日に意志を継いだ明治天皇が践祚（せんそ）、上皇の命日の慶応4年旧暦8月26日讃岐に勅使が派遣され、翌日旧暦27日に京都御所で即位式が行われ、旧暦9月6日に上皇の御霊が京都の白峯宮に到着し、翌日その御霊を明治天皇が参拝した。なお、さらに翌日の旧暦8日に慶応から明治に改元されている。
当宮から崇徳上皇の御霊が京都へと戻った後、崇徳天皇社は白峰宮となり、天照大神と金山御神体カナヤマビメとカナヤマビコを祀る神社となり、神社の境内にある寺院は廃寺か移転という神仏分離令の方針で摩尼珠院は廃寺とされ摩尼珠院院主は当宮の初代神官になった。なお、明治20年に筆頭末寺の高照院が摩尼珠院の跡に移転し、天皇寺として札所を引き継ぎ、白峰宮の三ツ鳥居（三輪鳥居）から社殿に向かう参道の両脇に天皇寺高照院の境内がある。

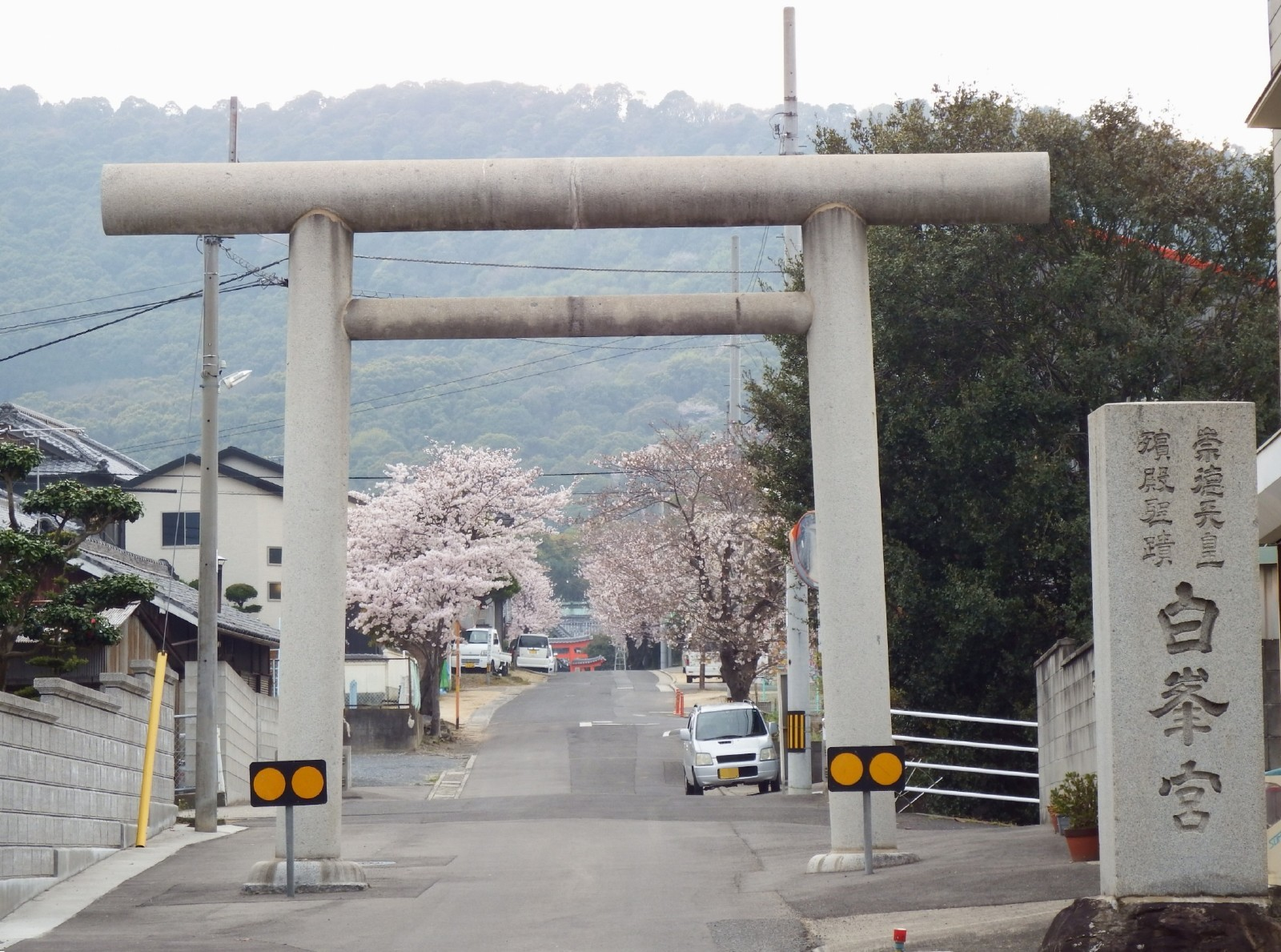
一の鳥居

## 境内
- 一の鳥居
- 御旅所
- 三ツ鳥居：「崇徳天皇」の扁額。享保19年(1734年）衆力合成惣氏子中と柱に刻まれている。
- 本殿・拝殿
- 境内社　幸神社
- 境内社　天満宮（祠）
- 御神木の楠木：樹齢約500年とみられるクスノキが境内に聳え、神木として崇められている。「香川の保存木」にも指定されている。
- 八十蘇場の清水：境内より約200m背後の境外にある。　崇徳上皇の伝説の他にも、伝説を残す湧水。

## 行事
- 10月第1日曜日は、例大祭が行われている。参加山車：江尻太鼓台、庄太鼓台、別宮太鼓台、醍醐北太鼓台、原獅子台

## 交通アクセス
- 予讃線八十場駅から南へ800m。